# Janusz Banaś
Janusz Banaś (ur. 24 maja 1954) – polski lekkoatleta, skoczek w dal, medalista mistrzostw Polski.

## Kariera sportowa
Był zawodnikiem Hutnika Kraków.
Na mistrzostwach Polski seniorów na otwartym stadionie zdobył jeden brązowy medal w skoku w dal: w 1982. Ponadto jeszcze pięciokrotnie zajmował miejsce w pierwszej "ósemce" mistrzostw Polski. 
Rekord życiowy w skoku w dal: 7,81 (29.05.1984).